# Carl Curman

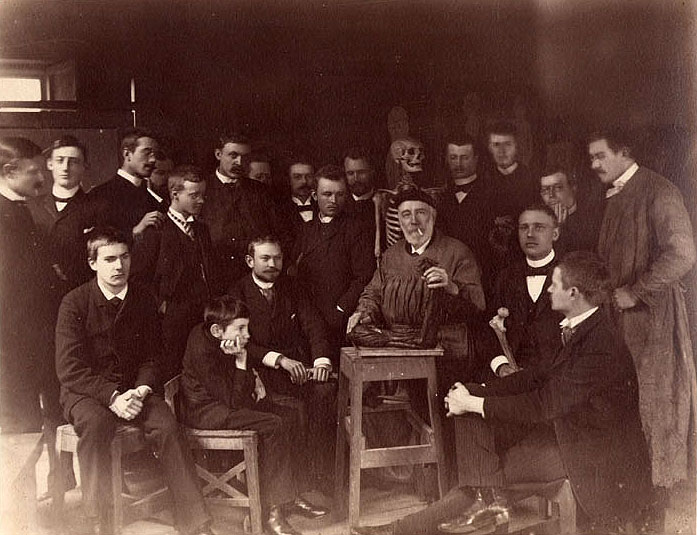
Anatomilektion på konstakademien med Carl Curman som lärare.

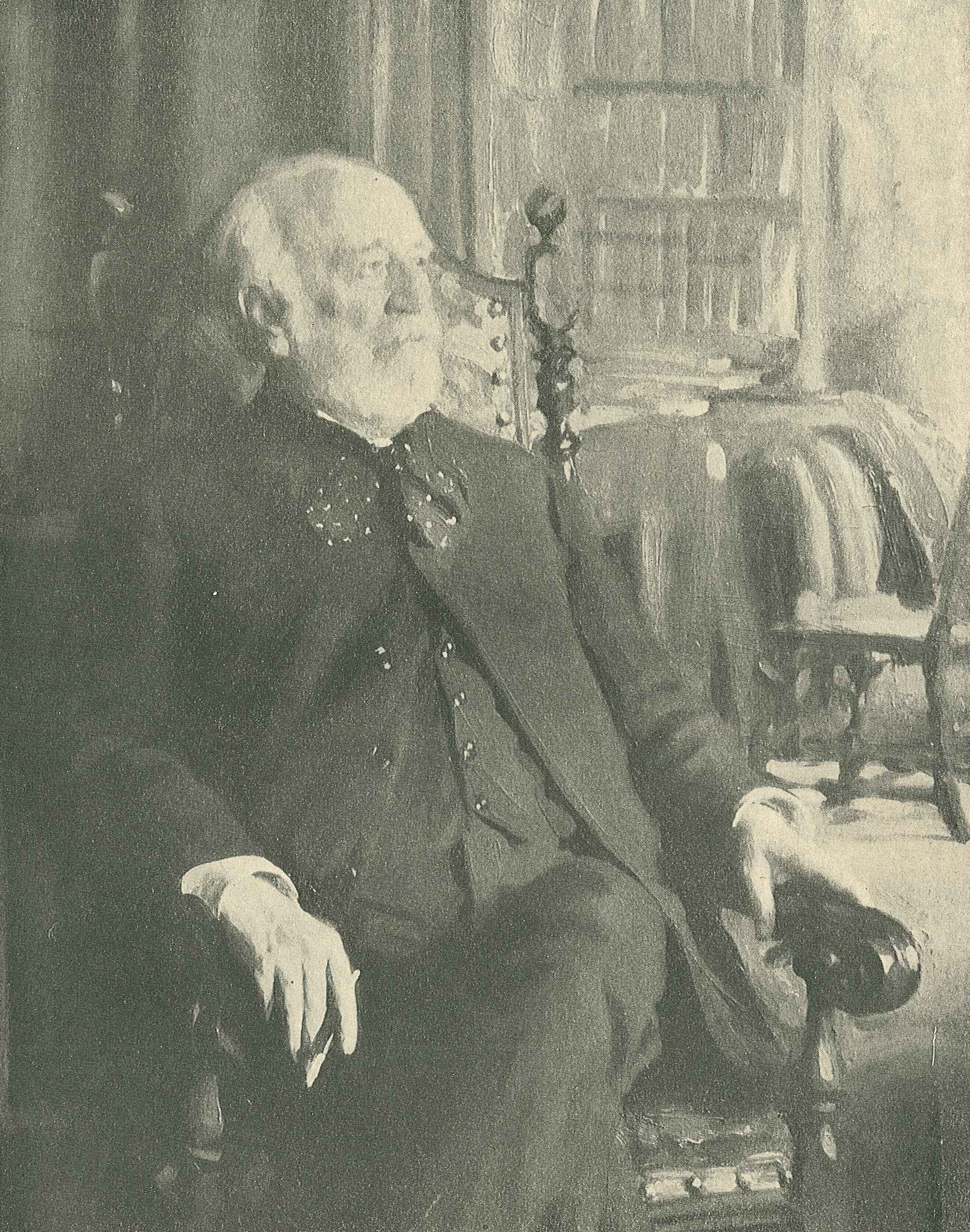
Carl Curman på äldre dagar porträtterad av Emil Österman.

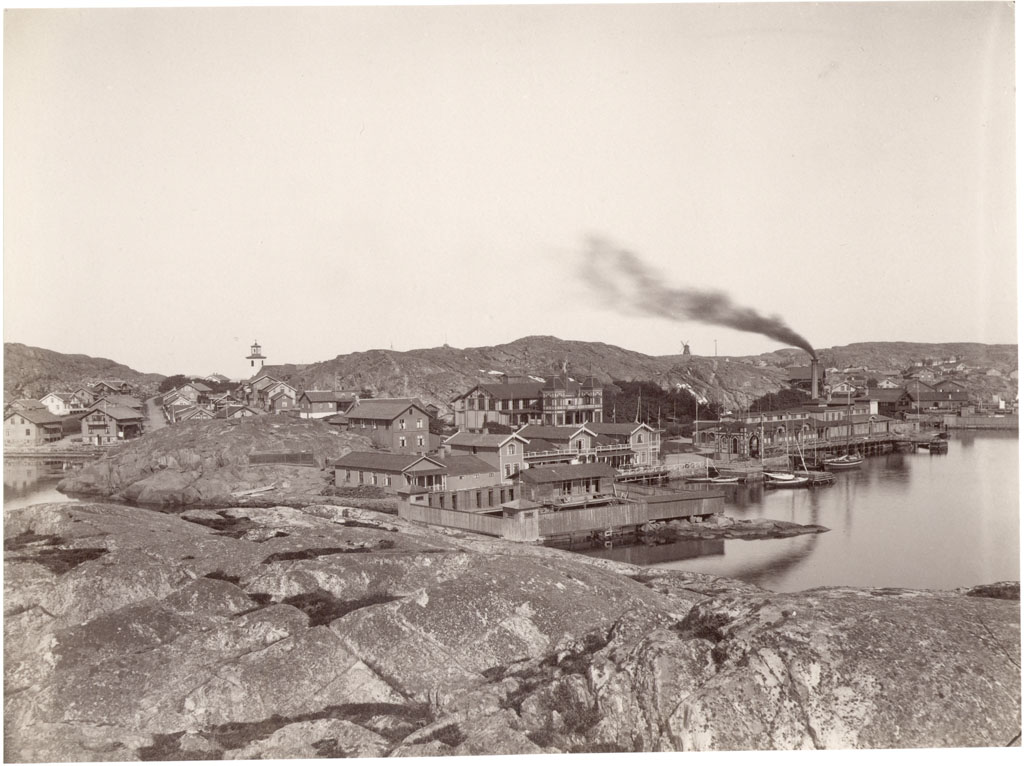
Lysekil 1883.
Foto: Carl Curman

Carl Peter Curman, född 8 mars 1833 i Sjögestads socken, död 19 oktober 1913 i Stockholm, var en svensk vetenskapsman, läkare, professor, balneologen, badhusarkitekt, skulptör och tecknare som även är känd för de många fotografier av historiskt värde som han tog.

## Biografi
Carl Curman tog studentexamen i Uppsala 1853 och var 1856–1860 elev både vid Karolinska institutet och Akademien för de fria konsterna där han studerade för Carl Gustaf Qvarnström. Han blev medicine kandidat 1859 och medicine licentiat 1864 och promoverad till medicine hedersdoktor vid Köpenhamns universitets jubelfest 1879. År 1880 blev han utsedd till docent i balneologi och klimatologi vid Karolinska institutet. År 1869 fick han en professur i plastisk anatomi vid Konstakademien. Sedan 1884 var han hedersledamot av Konstakademien. Qvarnström ansåg honom vara en av akademiens bästa elever i skulptur. Bland hans tidiga arbeten märks flera skulpturer med folklivsmotiv och fornnordiska ämnen. Han utförde även en rad porträttbyster bland annat av professor Anders Retzius samt en Hippokratesbyst för Svenska läkaresällskapet. Han tecknade en lång serie bilder av människokroppen avsedda för en lärobok i anatomi, vilka emellertid förstördes i samband med branden vid Centraltryckeriet 1875.

## Familj
Carl Curmans föräldrar var lantbrukaren Samuel Johan Curman (1801–1865) och Maria Carolina (född Strömberg). Han gifte sig 1878 med Calla Liljenroth (född Lundström), med vilken han fick barnen Sigurd Curman, Ingrid Fries, Nanna Fries (gift med Robert Elias Fries) och Carl G. Curman.

## Badhusanläggning i Lysekil
Curman blev 1859 badläkare i Lysekil, och fick 1863 uppdraget att anordna en ny badhusanläggning. 1872–1888 var han Lysekils intendent. 1866 uppgjorde han planen till en offentlig badinrättning i Stockholm och bildade Stockholms badhusaktiebolaget (anläggningar Malmtorgsbadet samt dess senare filialanläggning Sturebadet) samt ledde iordningställandet av detta projekt. Han ledde senare även organiserandet av Stockholms övriga badinrättningar. 1876–1883 var han ledamot av styrelsen för Tekniska skolan i Stockholm och 1875–1896 ledamot av Gymnastiska centralinstitutets direktion.

## Fotografier tagna av Carl Curman

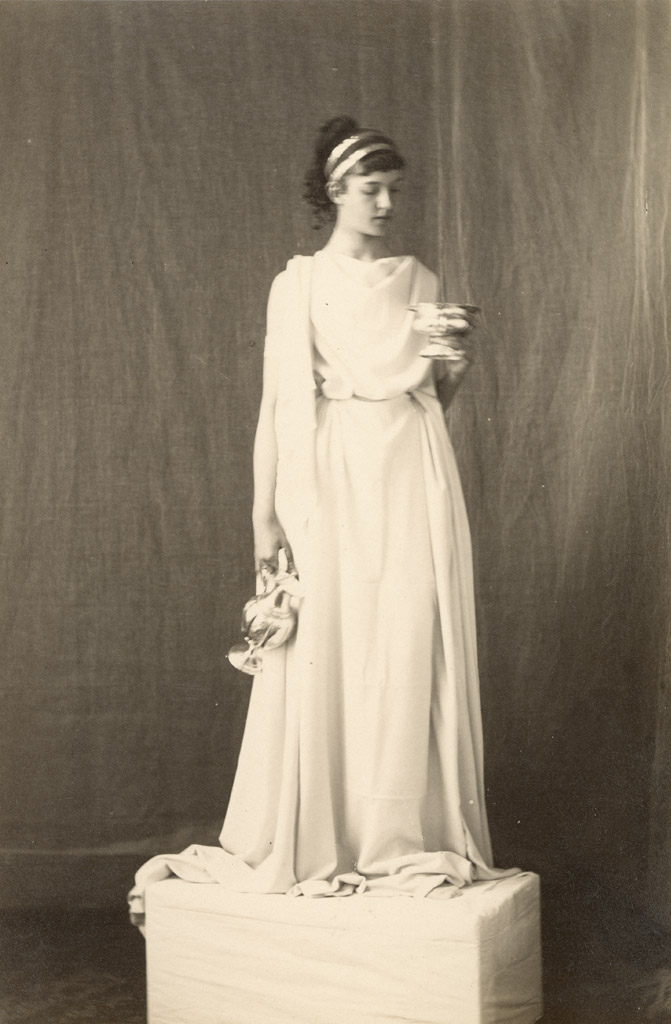
Okänd kvinna poserar som en grekisk eller romersk musa eller gudinna, 1880-1890.
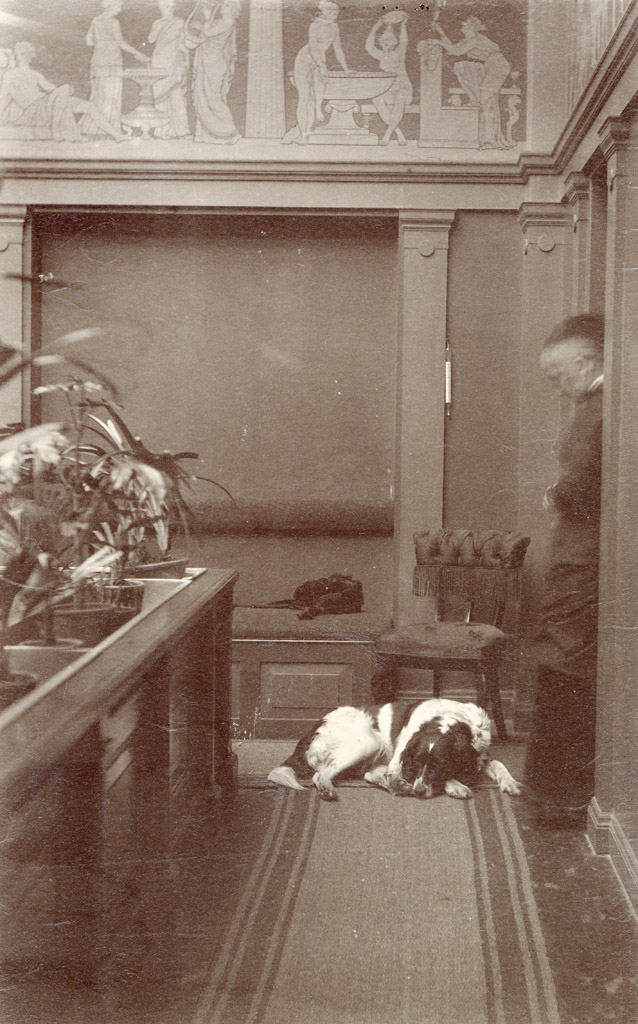
Interiör med fris och hund i Curmans villa på Floragatan 3, 1880-1890.

### Noter

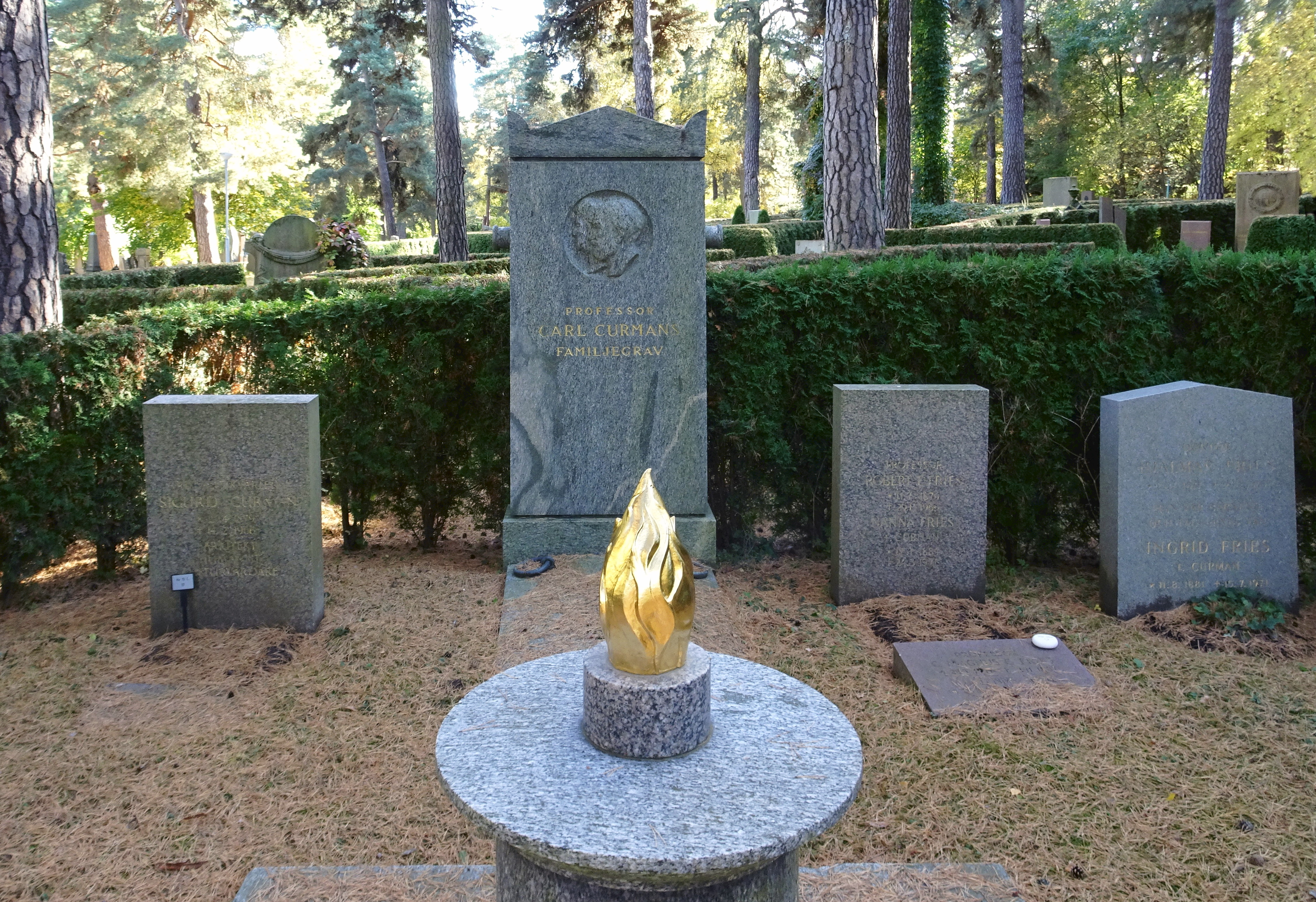
Carl Curmans familjegrav på Norra begravningsplatsen.